# Михальчук, Константин Петрович
Константин (Кость) Петрович Михальчук (21 декабря (2 января) 1840 год —7 (20) апреля 1914 год) — украинский языковед и этнограф, член киевской Старой громады, действительный член Научного общества имени Тараса Шевченко во Львове, Украинского Научного Общества в Киеве, Киевского общества летописца Нестора. В своём труде «Наречия, поднаречия и говоры Южной России» («Труды» под ред. П. Чубинского. Т. 7) выступил основоположником украинской диалектологии. Автор многих трудов по территории языкознания (исторической фонетики и морфологии, генезиса украинского языка и др.). Одна из ключевых фигур украинской филологии в эпоху поздней Российской империи.

## Биография
В 1856—1858 годах Михальчук учился в Волынской гимназии в Житомире. В 1859—1863 годах — в Киевском университете. Был одним из инициаторов «хлопоманства» — общественного движения, возникшего среди молодежи из ополяченных и русифицированных дворянских семей, стремившейся к сближению с «простым украинским народом». Перед польским восстанием 1863 года был вынужден оставить учёбу в университете; с 1867 года до конца жизни работал бухгалтером Киевского пивоваренного завода. Сотрудничал с юго-западным отделом Русского географического общества (1873—1876), Петербургской Академией наук. Основоположник украинской диалектологии. В описательных трудах методологически был одним из предшественников структурализма.
Исследовал проблемы украинской диалектологии, истории украинского языка, украинского правописания, методологии лингвистики. Впервые осуществил систематическое описание украинских диалектов на основе сравнительных материалов, полученных после обследования украинских говоров по единой программе, определил диалектическое членение украинского языка, очертил границы распространения трёх наречий — северного, юго-западного и юго-восточного — и меньших единиц диалектического разделения. Подготовил первую карту украинских говоров; обосновал деление диалектов на давние и новые, предложил объяснение происхождения многих явлений современных диалектов («Наречия, поднаречия и говоры южной России в связи с наречиями Галичины», 1872, 1877 на русс. языке). В этногенетических исследованиях отстаивал автохтонность юго-древнерусского населения Киевщины, предложил критерии разграничения структурно и генетически близких языков, наречий («Открытое письмо к О. М. Пыпину по поводу его статей в „Вестнике Европы“…», 1909). Обосновал наддиалектический характер литературного языка; утверждал право украинского языка и культуры на беспрепятственное развитие («Что такое малорусский (южнорусский) язык?», 1899; «К вопросу о малороссийском литературном языке», 1898, опубл. 1929; обе на русс. языке). Сформулировал научные принципы исследования украинских диалектов, которые заложили основы их типологического изучения («Програма до збирання діалектних одмін української мови», 1909, в соавторстве с Е. Тимченко; «Программа для собирания особенностей малороссийских говоров», 1910, на русс. языке, в соавторстве с А. Крымским). В публицистических статьях, напечатанных в газетах и журналах, выступал в защиту украинского языка и культуры (статья «Чего хотят от нас Русские» в газете «Дело» и др.). Как редактор и консультант вложил много труда в издание «Украинской грамматики» и «Русско-украинского словаря» Е. Тимченко, «Словаря украинского языка» под редакцией Б. Гринченко.

## Труды
- «Наречия, поднаречия и говоры южной России в связи с наречиями Галичины», 1872, 1877 на русс. языке
- «Что такое малорусский (южнорусский) язык?», 1899; на русс. языке
- «К вопросу о малороссийском литературном языке», 1898, опубл. 1929; на русс. языке
- «Програма до збирання діалектних одмін української мови», 1909, в соавторстве с Е. Тимченко;
- «Программа для собирания особенностей малороссийских говоров», 1910, на русс. языке, в соавторстве с А. Крымским.